# Jean-Pierre De Groef
Jean-Pierre De Groef (Machelen, 7 maart 1957) is een Belgisch socialistisch politicus voor Vooruit.

## Levensloop
De Groef was OCMW-voorzitter van 1987 tot 2000 en zetelt in de gemeenteraad sedert 1995. Vanaf de gemeenteraadsverkiezingen van 2000 tot aan de verkiezingen van 2018 was hij burgemeester van Machelen. In 2006 en 2012 bundelde hij de linkse krachten met Groen en Spirit. Van 2006 tot 2012 bestuurde hij Machelen met Open Vld en vanaf 2013 met CD&V. In 2012 cumuleerde hij 10 mandaten, waarvan 9 bezoldigde. Naast zijn mandaat als burgemeester was De Groef onder andere professioneel verbonden aan de 'dienst Wonen' van de provincie Vlaams-Brabant.
Na de gemeenteraadsverkiezingen van oktober 2018 belandde hij met zijn lijst sp.a-spirit-Groen, die nochtans de grootste partij was geworden, in de oppositie. De nieuwe coalitie van CD&V, N-VA en Open Vld viel echter in 2021 uit elkaar, door strubbelingen binnen CD&V. Hierop werd een bestuur gevormd bestaande uit N-VA en Vooruit-Spirit-Groen, dat later Samen Vooruit ging heten. Begin 2022 werd De Groef opnieuw burgemeester van Machelen. Na de gemeenteraadsverkiezingen van oktober 2024 kon hij deze functie behouden in een hernieuwde coalitie van Samen Vooruit en N-VA.